# K617
La K617 è un'etichetta discografica francese che produce dischi di musica classica con sede a Metz.

## Storia
Fondata nel 1990 da Alain Pacquier, la casa discografica deve il suo nome all'Adagio e rondò in do minore di Wolfgang Amadeus Mozart che per l'appunto è il numero K617 del Catalogo Köchel.
I titoli presenti in catalogo comprendono musica del periodo barocco e classico, includendo le registrazioni di Gabriel Garrido che ha portato alla riscoperta dell'eredità musicale barocca dell'America Latina e offrendo una nuova lettura delle opere di Claudio Monteverdi secondo criteri storicamente informati. Presenti anche registrazioni del compositore francese Louis Théodore Gouvy, la cui incisione del Requiem ha riscosso un significativo successo di vendite.
Benché non siano assenti i dischi delle opere di compositori famosi come Bach e Mozart, la casa discografica ha sempre cercato di portare alla luce opere di autori meno noti presso il grande pubblico e meno presenti nel mercato discografico.

## Gli artisti prodotti
- Ensemble Elyma, dir. Gabriel Garrido
- La Grande Écurie et la Chambre du Roy, dir. Jean-Claude Malgoire
- La Chapelle Rhénane, dir. Benoît Haller